# John Bowe
John Bowe (ur. 16 kwietnia 1954 w Devonport) – australijski kierowca wyścigowy. Mistrz serii V8 Supercars z 1995 roku oraz dwukrotny zwycięzca prestiżowego wyścigu Bathurst 1000 rozgrywanego w ramach tej serii.

## Kariera

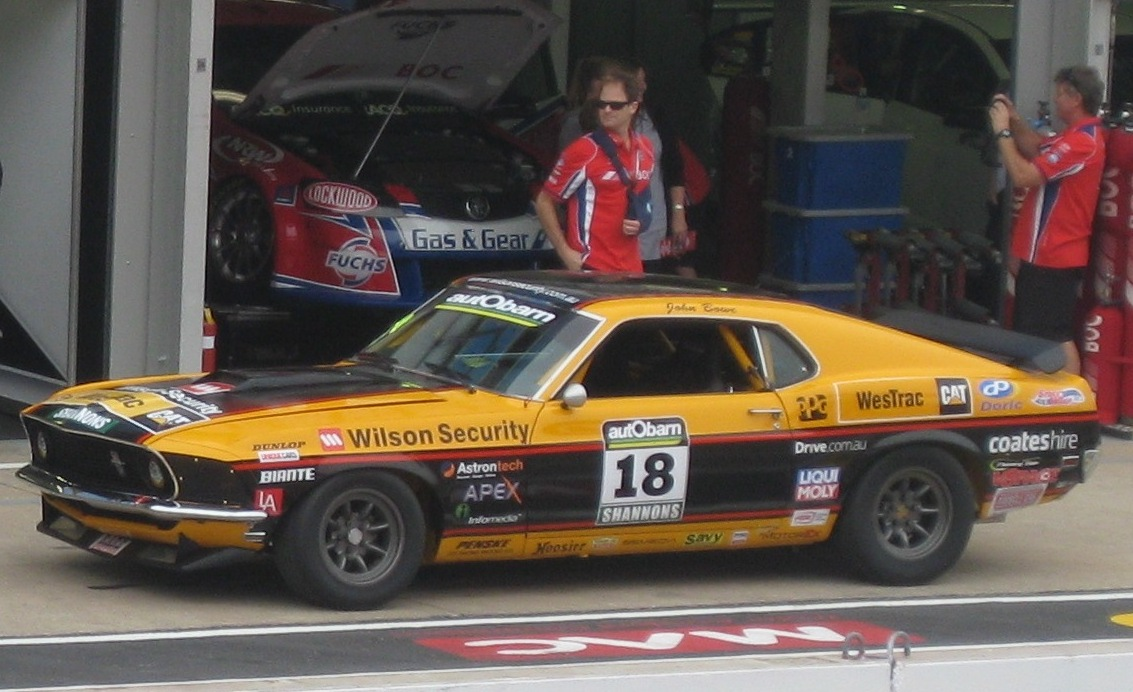
Ford Mustang którym startował w sezonie 2011 serii Touring Car Masters

W latach 70. i 80. XX wieku ścigał się w samochodami o otwartym nadwoziu (Formuła Ford, Formuła 5000, Australijska Formuła 2). W 1984 i 1985 został mistrzem Formuły Pacific (Formula Mondial Australia). W 1985 roku zaczął startować w wyścigach samochodów turystycznych, a rok później rozpoczął regularne starty w serii Australian Touring Car Championship (późniejsze V8 Supercars) w której startował przez ponad 20 lat.
W 1988 został zatrudniony w zespole Dicka Johnsona z którym związał się na 12 sezonów. W tym czasie wygrał w parze z Dickiem dwukrotnie wyścig Bathurst 1000, zdobył tytuł mistrzowski w ATCC oraz czterokrotnie tytuł wicemistrza serii.
Po zakończeniu kariery w V8 Supercars, startował w serii samochodów sportowych Australian GT Championship, a następnie w serii samochodów historycznych Touring Car Masters, którą wygrał w 2011 roku.

## Starty w karierze
| Sezon | Seria                                                        | Zespół                     | Starty | PP | Zwyc. | Punkty | Pozycja |
| ----- | ------------------------------------------------------------ | -------------------------- | ------ | -- | ----- | ------ | ------- |
| 1984  | Australian Drivers' Championship (Formuła Mondial Australia) |                            | 7      | 7  | 5     | 51     | 1.      |
| 1985  | Australian Drivers' Championship (Formuła Mondial Australia) |                            | 4      |    | 4     | 36     | 1.      |
| 1986  | Australian Touring Car Championship                          | Volvo Dealer Team          | 6      |    | 0     | 98     | 8.      |
| 1988  | Australian Touring Car Championship                          | Dick Johnson Racing        | 9      |    | 2     | 112    | 2.      |
| 1989  | Australian Touring Car Championship                          | Dick Johnson Racing        | 8      |    | 2     | 94     | 2.      |
| 1990  | Australian Touring Car Championship                          | Dick Johnson Racing        | 8      |    | 0     | 72     | 5.      |
| 1991  | Australian Touring Car Championship                          | Dick Johnson Racing        | 9      |    | 0     | 31     | 7.      |
| 1992  | Australian Touring Car Championship                          | Dick Johnson Racing        | 17     |    | 6     | 175    | 4.      |
| 1993  | Australian Touring Car Championship                          | Dick Johnson Racing        | 18     | 1  | 1     | 140    | 3.      |
| 1994  | Australian Touring Car Championship                          | Dick Johnson Racing        | 20     | 1  | 0     | 156    | 7.      |
| 1995  | Australian Touring Car Championship                          | Dick Johnson Racing        | 20     |    | 7     | 314    | 1.      |
| 1996  | Australian Touring Car Championship                          | Dick Johnson Racing        | 29     | 4  | 5     | 344    | 2.      |
| 1997  | Australian Touring Car Championship                          | Dick Johnson Racing        | 29     | 1  | 2     | 608    | 2.      |
| 1998  | Australian Touring Car Championship                          | Dick Johnson Racing        | 29     | 2  | 5     | 682    | 5.      |
| 1999  | V8 Supercar Championship Series                              | PAE Motorsport             | 34     | 1  | 1     | 1078   | 13.     |
| 2000  | V8 Supercar Championship Series                              | PAE Motorsport             | 33     | 0  | 0     | 679    | 16.     |
| 2001  | V8 Supercar Championship Series                              | Briggs Motor Sport (PAE)   | 24     | 0  | 0     | 1270   | 22.     |
| 2002  | V8 Supercar Championship Series                              | Brad Jones Racing          | 29     | 0  | 0     | 779    | 12.     |
| 2003  | V8 Supercar Championship Series                              | Brad Jones Racing          | 22     | 0  | 0     | 1478   | 11.     |
| 2004  | V8 Supercar Championship Series                              | Brad Jones Racing          | 26     | 0  | 0     | 1502   | 9.      |
| 2005  | V8 Supercar Championship Series                              | Brad Jones Racing          | 30     | 0  | 0     | 1235   | 18.     |
| 2006  | V8 Supercar Championship Series                              | Brad Jones Racing          | 33     | 0  | 0     | 1743   | 23.     |
| 2007  | V8 Supercar Championship Series                              | Paul Cruickshank Racing    | 37     | 0  | 0     | 47     | 30.     |
| 2007  | Australian GT Championship                                   | Team Lamborghini Australia | 6      |    | 5     | 117    | 19.     |
| 2008  | Australian GT Championship                                   | Coopers                    | 9      | 1  | 5     | 290,25 | 5.      |
| 2008  | Touring Car Masters                                          | Sunliner RV                |        |    |       | 997,5  | 2.      |
| 2009  | Touring Car Masters                                          | Sunliner RV                | 18     |    | 4     | 887    | 2.      |
| 2010  | Touring Car Masters                                          | John Bowe Racing           | 21     | 5  | 9     | 933    | 3.      |
| 2011  | Touring Car Masters                                          | John Bowe Racing           | 24     | 5  | 12    | 1443   | 1.      |